# Krassig

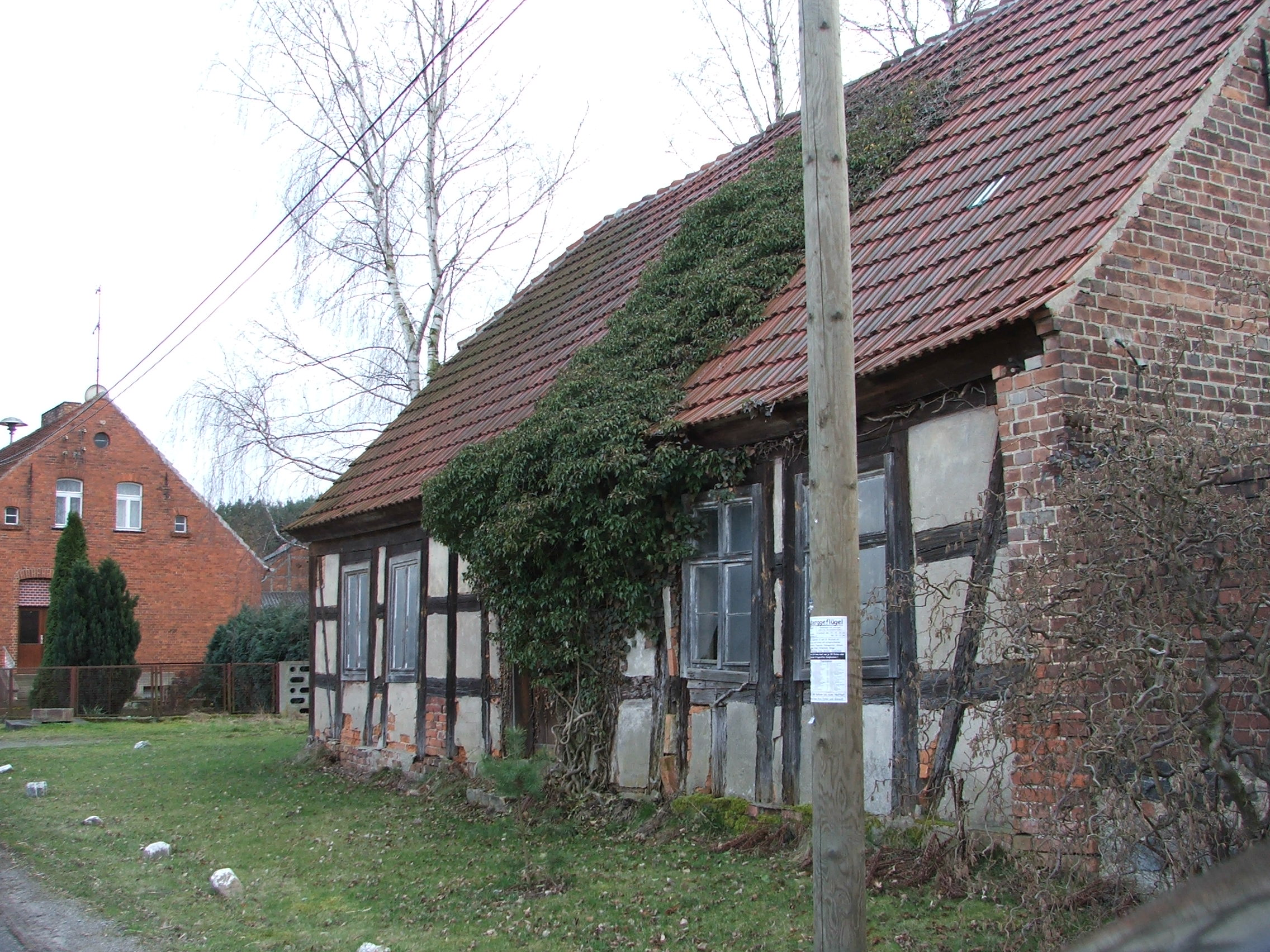
Wohnhaus von 1796, Teil eines Dreiseitenhofes

Krassig ist ein Gemeindeteil der Stadt Schlieben im Landkreis Elbe-Elster. Der Ort liegt etwa 4 km nordwestlich des Stadtkernes von Schlieben an der Landstraße Lebusa–Kolochau.

## Geschichte

### Ersterwähnung und Namensdeutung
Das Dorf wurde urkundlich erstmals 1419 als Croaczk erwähnt. Spätere Schreibweisen waren 1419/20 Crawask, um 1420 Croaczk, 1447 Krawasick, 1457 Krobassig und 1577 Crasig, Krassigk. Der Name leitet sich daher aus dem altsorbischen Krovačk ab, was ein Kuhdorf, also einen Ort, in dem es viele Kühe gab bezeichnet.
Im Rahmen der nationalsozialistischen Germanisierung sorbischstämmiger Ortsnamen hatte der Landrat des Kreises Schweinitz 1937 mit Zustimmung der Gemeinde beantragt, Krassig in „Schönheide“ umzubenennen und so den sorbischen Namen zu tilgen. Anders als in anderen Regionen scheiterte die Umbenennung hier jedoch an der Ablehnung des zuständigen Regierungspräsidenten.

### Ortsgeschichte
Im Jahr 1474 lebten acht Hüfner, die aber 18 Erbhufen bewirtschafteten, im Schliebener Schlossdorf. 1550 gab es neben acht Hüfnern noch vier Gärtner in Krassig. Während des Dreißigjährigen Krieges wurde das Dorf 1637 vollständig durch schwedische Truppen zerstört, und die Kirche schwer beschädigt. Als Wüstes Dorf wird es dann 1653 erwähnt und erst 1694 waren wieder alle Hüfnerstellen im Ort besetzt. In der Zeit zwischen 1644 und 1658 verlieh Krassig die beiden Kirchenglocken an die Kirche in Alt-Herzberg gegen einen jährlichen Zins von 1 Gulden.
Um 1820 befand sich eine Bockwindmühle in der Nähe des Dorfes, welche aber nicht mehr im Mühlenverzeichnis von 1925 Erwähnung fand.

### Verwaltungszugehörigkeit
Krassig gehörte bis 1806 zum kurfürstlichen, dann zum königlich sächsischen Amt Schlieben und wurde 1816 Teil des Landkreises Schweinitz. Ab 1952 gehörte der Ort zum Kreis Herzberg und wurde am 1. Januar 1957 nach Schlieben eingemeindet. Der Kreis Herzberg ging zur Kreisreform 1993 im Landkreis Elbe-Elster auf.

## Kultur und Sehenswürdigkeiten

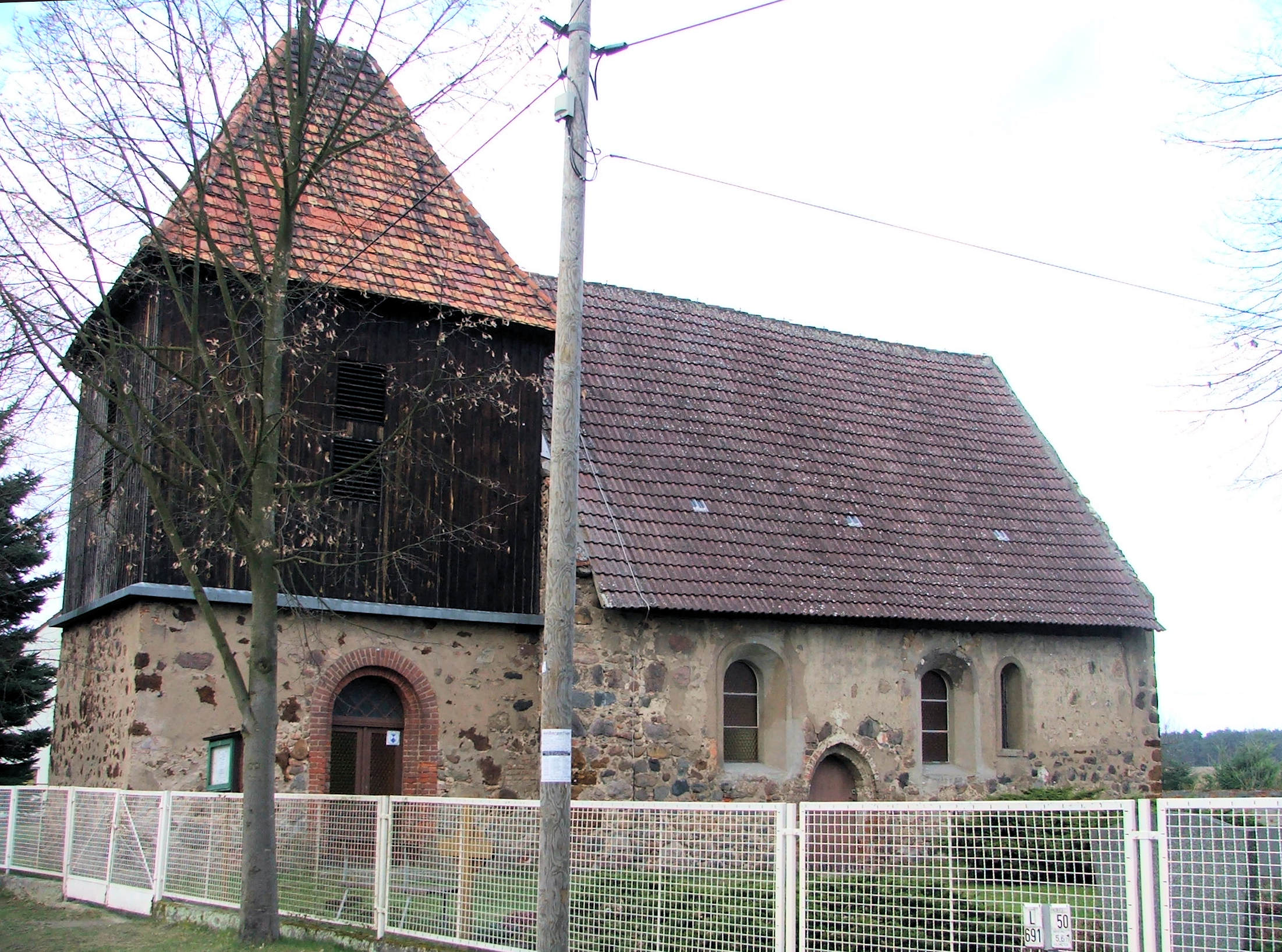
Kirche in Krassig

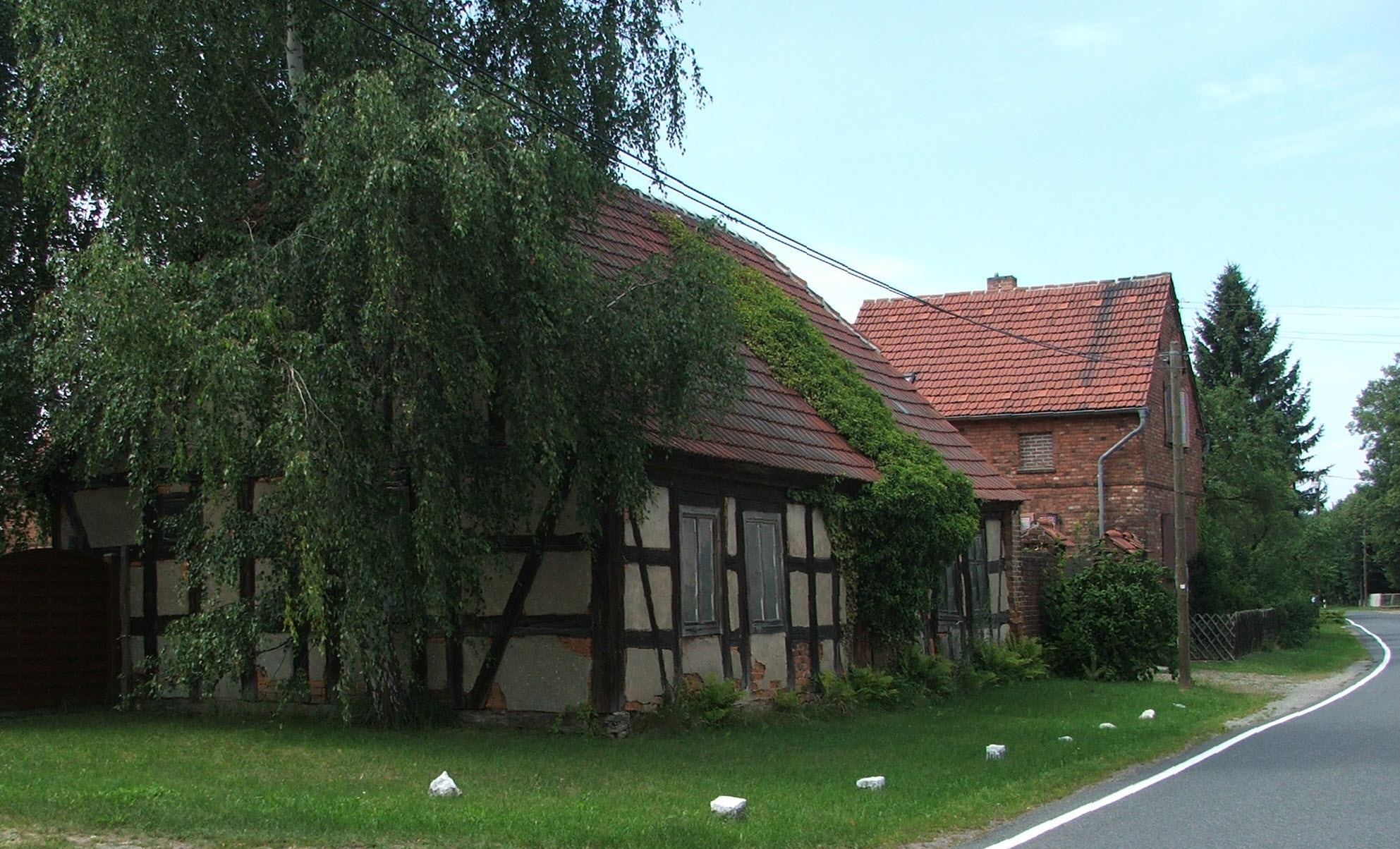
Der Fachwerkbau auf dem Grundstück Krassig 11

Das Dorf besitzt an seinem schmalen Anger noch Vierseitenhöfe aus dem 18. und 19. Jahrhundert mit Hausbäumen und Vorgärten. Besonders hervorzuheben ist der historisch gewachsene Hof Krassiger-Dorfstraße 12 mit dem wohl ältesten noch erhaltenen Kleinbauernhaus des Ortes.
Die kleine Dorfkirche ist eine Filialkirche von Schlieben. Sie ist von einem Friedhof umgeben und steht leicht zurückgesetzt östlich der Dorfstraße. Als rechteckige Saalkirche entstand sie im späten 13. Jahrhundert aus unregelmäßig behauenen Feldsteinen und Raseneisensteinen mit Breiten Mörtelfugen. 1735 wurden zwei Südfenster vergrößert, 1910 das Nordfenster eingebrochen und die Kirche restauriert bei der vermutlich auch die Brüstungen der West- und Nordempore entstanden. Der quadratische Westturm mit Walmdach ist kleiner als das Kirchenschiff. Im 18. Jahrhundert wurde das Fachwerkobergeschoss des Turms außen verbrettert. 1970 wurde eine moderne Holzdecke unter die alte Decke eingebaut. Die Kirche besitzt einen Flügelaltar mit Holzskulpturen in bemerkenswerter Qualität aus dem Ende des 15. Jahrhunderts. Die Bronzeglocke ist ein Werk von Georg Billich aus Wittenberg um 1690. Nach mündlichen Überlieferungen war die Kirche bis zur Reformation ein Anlaufpunkt für Wallfahrer auf dem Weg zur Martinskapelle in Schlieben.
Die Dorfkirche steht in der Gegenwart unter Denkmalschutz. Daneben sind noch zwei weitere Bauwerke in der örtlichen Denkmalliste verzeichnet. Bei dem Baudenkmal auf dem Grundstück Krassig 10 handelt es sich um einen Fachwerkbau mit Lehmstakenausfachung. Entstanden ist das Haus in der ersten Hälfte des 19. Jahrhunderts. Die dem Fachwerk vorgestellte Fassade aus Ziegeln entstand gegen Ende desselben Jahrhunderts. Ein weiteres Baudenkmal ist auf dem Nachbargrundstück Krassig 11 zu finden. Bei dem Gebäude handelt es sich um einen eingeschossigen Fachwerkbau mit Lehmstakenausfachung und Krüppelwalmdach. Entstanden ist das Haus im Jahre 1796.